# Бектурганов Хасан Шайахметович
Хасан Шайахметович Бектурганов (нар. 3 лютого 1922, село Мамлютка, тепер Мамлютського району Північноказахстанської області, Республіка Казахстан — 21 січня 1987, Казахська РСР, тепер Республіка Казахстан) — радянський державний діяч, 1-й секретар Актюбинського, Кзил-Ординського і Джамбульського обласних комітетів КП Казахстану, голова Актюбинського облвиконкому. Кандидат у члени ЦК КПРС у 1971—1976 роках. Член ЦК КПРС у 1976—1986 роках. Депутат Верховної ради Казахської РСР 4—7-го скликань. Депутат Верховної Ради СРСР 8—10-го скликань.

## Життєпис
У 1940—1941 роках — податковий агент, рахівник Мамлютського районного фінансового відділу Північно-Казахстанської області. З січня по серпень 1941 року — бухгалтер Совєтської районної спілки споживчих товариств Північно-Казахстанської області.
З серпня 1941 по квітень 1945 року — у Червоній армії, учасник німецько-радянської війни. Служив комсомольським організатором 54-го гвардійського стрілецького полку 19-ї гвардійської стрілецької дивізії, помічником начальника політичного відділу з роботи серед комсомольців 19-ї гвардійської стрілецької дивізії 5-го гвардійського стрілецького корпусу 39-ї армії.
Член ВКП(б) з 1942 року.
У 1945—1946 роках — інструктор Кустанайського обласного військового комісаріату.
У 1946—1947 роках — завідувач організаційно-інструкторського відділу та секретар Совєтського районного комітету КП(б) Казахстану Північно-Казахстанської області.
У 1947—1950 роках — 2-й секретар Полудінського районного комітету КП(б) Казахстану Північно-Казахстанської області.
У 1950—1951 роках — слухач Казахської республіканської Вищої партійної школи.
У 1951—1952 роках — інструктор, заступник завідувача відділу партійних, профспілкових і комсомольських органів Північно-Казахстанського обласного комітету КП(б) Казахстану.
У 1952—1953 роках — завідувач відділу адміністративних органів Кокчетавського обласного комітету КП(б) Казахстану.
У 1953—1955 роках — 1-й секретар Зерендинського районного комітету КП Казахстану Кокчетавської області.
У 1955—1958 роках — секретар Кокчетавського обласного комітету КП Казахстану.
У 1958 — листопаді 1959 року — 2-й секретар Кокчетавського обласного комітету КП Казахстану.
У листопаді 1959 — січні 1963 року — 1-й секретар Актюбинського обласного комітету КП Казахстану.
У 1962 році закінчив заочно Вищу партійну школу при ЦК КПРС.
У січні 1963 — грудні 1964 року — 1-й секретар Актюбинського сільського обласного комітету КП Казахстану.
У грудні 1964 — листопаді 1966 року — голова виконавчого комітету Актюбинської обласної ради депутатів трудящих.
У листопаді 1966 — червні 1972 року — 1-й секретар Кзил-Ординського обласного комітету КП Казахстану.
У червні 1972 — лютому 1983 року — 1-й секретар Джамбульського обласного комітету КП Казахстану.
З лютого 1983 року — персональний пенсіонер союзного значення в Казахській РСР.
Помер 21 січня 1987 року.

## Родина
Дружина — Бектурганова (Хасанова) Меннугуль Шакірівна. Троє дочок і син.

## Нагороди і звання
- два ордени Леніна
- орден Жовтневої Революції
- орден Вітчизняної війни І ст. (6.04.1985)
- орден Вітчизняної війни ІІ ст. (28.02.1945)
- два ордени Трудового Червоного Прапора
- орден Червоної Зірки (18.07.1944)
- медаль «За оборону Москви»
- медаль «За відвагу»
- медаль «За трудову доблесть»
- медалі